# Епархия Маралала
Епархия Маралала (лат. Dioecesis Maralalensis) — епархия Римско-Католической Церкви с центром в городе Маралал, Кения. Епархия Маралала входит в митрополию Ньери. Кафедральным собором епархии Маралала является церковь святых Петра и Павла в городе Маралал.

## История
15 июня 2001 года Римский папа Иоанн Павел II издал буллу Ad plenius, которой учредил епархию Маралала, выделив её из епархии Марсабита.
30 сентября 2006 года епископ епархии Маралала Вирджилио Панте рукоположил в священника Джеймса Ломулена Кайянда, который ранее вступил в монашеский орден иезуитов и стал первым в истории членом этого ордена из народа туркана.

## Ординарии епархии
- епископ Вирджилио Панте IMC[1] (15.06.2001 — по настоящее время).

## Источник
- Annuario Pontificio, Libreria Editrice Vaticana, Città del Vaticano, 2003, ISBN 88-209-7422-3
- Булла Ad Plenius  (лат.)